# Game Critics Awards
 (octobre 2019).
Si vous disposez d'ouvrages ou d'articles de référence ou si vous connaissez des sites web de qualité traitant du thème abordé ici, merci de compléter l'article en donnant les références utiles à sa vérifiabilité et en les liant à la section « Notes et références ».
Les Game Critics Awards sont des récompenses attribuées aux développeurs de jeux vidéo, tenues après le salon E3 depuis 1998.
Les prix sont décernés à des jeux, généralement encore en développement, présentés au salon, sélectionnés par un jury composé de journalistes de médias nord-américains.

## Jury
Le jury est constitué de journalistes nord-américains.
En 2007, le jury était constitué de : 
- 1UP.com : Sam Kennedy, rédacteur en chef
- Business 2.0 : Geoff Keighley
- Comcast Game Invasion : Derek Collins, producteur
- Computer Gaming World : Jeff Green, rédacteur en chef
- Electric Playground : Victor Lucas, présentateur et producteur exécutif
- Electronic Gaming Monthly : Dan "Shoe" Hsu, rédacteur en chef
- GameDaily : Libe Goad, gérant
- Game Informer : Andy McNamara, rédacteur en chef
- GameInformer Online : Billy Berghammer, gérant
- GameSpot : Ricardo Torres, co-directeur de la rédaction
- GameSpy : John "Warrior" Keefer, gérant
- G4TV : Tom Russo, consultant
- GamePro : Wes Nihei, rédacteur
- Game Revolution : Duke Ferris, rédacteur en chef
- GamesRadar+ : Eric Bratcher, Executive Editor
- GameTrailers : Shane Satterfield, rédacteur en chef
- Gannett News Service : Marc Saltzman, journaliste
- Geek Monthly : Paul Semel, Contributing Writer
- Hollywood Reporter : John Gaudiosi, journaliste
- IGN : Talmadge Blevins, Editorial Manager
- Kotaku : Brian Crecente, rédacteur
- Los Angeles Times : Pete Metzger, critique
- MTV : Stephen Totilo, reporter
- Newsweek : N'Gai Croal, General Editor, Technologie
- Official Xbox Magazine : Francesca Reyes, rédacteur en chef
- PC Gamer : Greg Vederman, rédacteur en chef
- Play Magazine : Dave Halverson, rédacteur en chef
- PSM : Rob Smith, rédacteur en chef
- Popular Science : Steve Morgenstern, correspondant Technologie
- San Jose Mercury News : Dean Takahashi, Staff Writer
- TIME Magazine : Lev Grossman, Staff Writer
- UGO.com : Eric Eckstein, rédacteur en chef
- USA Today : Mike Snider, reporter Divertissement
- Wired Magazine : Chris Baker, Senior Associate Editor
- Yahoo! Games : Richard Greenhill, rédacteur en chef

## Prix décernés

### Prix actuels
- Best Action Game : récompense le meilleur jeu d'action
- Best Action/Adventure Game : récompense le meilleur jeu d'action-aventure
- Best Console Game : récompense le meilleur jeu sur console de jeux vidéo
- Best Fighting Game : récompense le meilleur jeu de combat
- Best Independent Game : récompense le meilleur jeu indépendant
- Best of Show : récompense le meilleur élément présenté au salon
- Best Online Multiplayer Game : récompense le meilleur jeu en ligne multijoueur
- Best Original Game : récompense le jeu le plus innovant
- Best PC Game : récompense le meilleur jeu sur ordinateur personnel
- Best Peripheral / Hardware : récompense le meilleur périphérique ou matériel
- Best Racing Game : récompense le meilleur jeu de course
- Best Role Playing Game : récompense le meilleur jeu de rôle
- Best Social/Casual/Puzzle/Family Game : récompense le meilleur jeu de puzzle, casual game ou party game
- Best Sports Game : récompense le meilleur jeu de sport
- Best Strategy Game : récompense le meilleur jeu de stratégie
- Best VR Game : récompense le meilleur jeu en réalité virtuelle
- Special Commendation for Graphics : mention spéciale pour les graphismes

### Anciens prix
- Best Booth at the E3 Show : récompense le meilleur stand au salon
- Best Downloadable Game : récompense le meilleur jeu en téléchargement
- Best Handheld Game : récompense le meilleur jeu sur console portable
- Best Party at the E3 Show : récompense la meilleure fête du salon
- Best Platformer : récompense le meilleur jeu de plates-formes
- Best Simulation Game : récompense le meilleur jeu de simulation
- Special Commendation for Innovation : mention spéciale pour l'innovation
- Special Commendation for Sound : mention spéciale pour l'environnement sonore

## Lauréats

### Meilleur du salon
2019 : Final Fantasy VII Remake (PlayStation 4)
2018 : Resident Evil 2 (Windows, PlayStation 4 et Xbox One)
2017 : Super Mario Odyssey (Nintendo Switch)
2016 : The Legend of Zelda: Breath of the Wild (Wii U et Nintendo Switch)
2015 : Fallout 4 (Windows, PlayStation 4 et Xbox One)
2014 : Evolve (Windows, PlayStation 4 et Xbox One)
2013 : Titanfall (Windows, Xbox 360 et Xbox One)
2012 : The Last of Us (PlayStation 3)
2011 : BioShock Infinite (Windows, PlayStation 3, Xbox 360)
2010 : Nintendo 3DS
2009 : Uncharted 2: Among Thieves (PlayStation 3)
2008 : Fallout 3 (PC, PlayStation 3 et Xbox 360)
2007 : Rock Band (PlayStation 3 et Xbox 360)
2006 : Wii
2005 : Spore (Windows et Mac)
2004 : PlayStation Portable
2003 : Half-Life 2 (PC)
2002 : Doom 3 (PC)
2001 : GameCube
2000 : Black and White (PC)
1999 : Freelancer (PC)
1998 : Homeworld (PC)

### Jeu original
2019 : The Outer Worlds (Windows, PlayStation 4 et Xbox One)
2018 : Dreams (PlayStation 4)
2017 : Mario + The Lapin Crétins : Kingdom Battle (Nintendo Switch)
2016 : Horizon Zero Dawn (PlayStation 4)
2015 : Horizon Zero Dawn (PlayStation 4)
2014 : No Man's Sky (PlayStation 4)
2013 : Titanfall (PC, Xbox 360 et Xbox One)
2012 : The Last of Us (PlayStation 3)
2011 : BioShock Infinite (PC, PlayStation 3 et Xbox 360)
2010 : Dance Central (Xbox 360)
2009 : Scribblenauts (Nintendo DS)
2008 : Mirror's Edge (PC, PlayStation 3 et Xbox 360)
2007 : LittleBigPlanet (PlayStation 3)
2006 : Spore (PC)
2005 : Spore (PC)
2004 : Donkey Kong Jungle Beat (GameCube)
2003 : Full Spectrum Warrior (PC et Xbox)
2002 : Psychonauts (Xbox)
2001 : Majestic (PC)
2000 : Black and White (PC)
1999 : Black and White (PC)

### Jeu sur console
2019 : Final Fantasy VII Remake (PlayStation 4)
2018 : Marvel's Spider-man (PlayStation 4)
2017 : Super Mario Odyssey (Nintendo Switch)
2016 : The Legend of Zelda: Breath of the Wild (Wii U et Nintendo Switch)
2015 : Uncharted 4: A Thief's End (PlayStation 4)
2014 : Evolve (PC, PlayStation 4 et Xbox One)
2013 : Titanfall (Xbox 360 et Xbox One)
2012 : The Last of Us (PlayStation 3)
2011 : The Elder Scrolls V: Skyrim (PC, PlayStation 3, Xbox 360)
2010 : Rage (PlayStation 3 et Xbox 360)
2009 : Uncharted 2: Among Thieves (PlayStation 3)
2008 : LittleBigPlanet (PlayStation 3)
2007 : Mass Effect (Xbox 360)
2006 : Gears of War (Xbox 360)
2005 : The Legend of Zelda: Twilight Princess (GameCube)
2004 : Halo 2 (Xbox)
2003 : Halo 2 (Xbox)
2002 : The Legend of Zelda: The Wind Waker (GameCube)
2001 : Metal Gear Solid 2: Sons of Liberty (PlayStation 2)
2000 : Jet Set Radio (Dreamcast)
1999 : Perfect Dark (Nintendo 64)
1998 : Metal Gear Solid (PlayStation)

### Jeu sur PC
2019 : Doom Eternal
2018 : Anthem
2017 : Destiny 2
2016 : Civilization VI
2015 : Fallout 4
2014 : Tom Clancy's Rainbow Six: Siege
2013 : Titanfall
2012 : XCOM: Enemy Unknown
2011 : BioShock Infinite
2010 : Portal 2
2009 : Star Wars: The Old Republic
2008 : Spore
2007 : Crysis
2006 : Spore
2005 : Spore
2004 : Tom Clancy's Splinter Cell: Chaos Theory
2003 : Half-Life 2
2002 : Doom 3
2001 : Star Wars Galaxies
2000 : Black and White
1999 : Freelancer
1998 : Half-Life

### Jeu sur console portable
2017 : Metroid : Samus Returns (Nintendo 3DS)
2015: The Legend of Zelda: Tri Force Heroes (Nintendo 3DS)
2014: Super Smash Bros. for Nintendo 3DS (Nintendo 3DS)
2013: Tearaway (PlayStation Vita)
2012: Sound Shapes (PlayStation Vita)
2011: Sound Shapes (PlayStation Vita)
2010: God of War: Ghost of Sparta (PlayStation Portable)
2009 : Scribblenauts (Nintendo DS)
2008 : Resistance: Retribution (PlayStation Portable)
2007 : The Legend of Zelda: Phantom Hourglass (Nintendo DS)
2006 : The Legend of Zelda: Phantom Hourglass (Nintendo DS)
2005 : Nintendogs (Nintendo DS)

### Jeu indépendant
2019 : 12 minutes (PC et Xbox One)
2018 : Ori and the will of the Wisps (PC et Xbox One)
2017 : The Artful Escape (PC et Xbox One)
2016 : Inside (PC et Xbox One)
2015 : No Man's Sky (PC et PlayStation 4)
2014 : No Man's Sky (PC et PlayStation 4)

### Jeu en réalité virtuelle
2019 : Phantom: Covert Ops (PC et Oculus Quest)
2018 : Tetris Effect (PC et PlayStation 4)
2017 : Lone Echo (PC)
2016 : Batman: Arkham VR (PlayStation 4)

### Jeu en téléchargement
2013 : Transistor (jeu vidéo) (PC et PlayStation 4)
2012 : Unfinished Swan (PlayStation 3)
2011 : Bastion (PC et Xbox 360)

### Jeu d'action
2019 : Doom Eternal (PC, PlayStation 4, Stadia et Xbox One)
2018 : Anthem (PC, PlayStation 4 et Xbox One)
2017 : Wolfenstein II : The New Colossus (PC, PlayStation 4 et Xbox One)
2016 : Battlefield 1 (PC, PlayStation 4 et Xbox One)
2015 : Star Wars: Battlefront (PC, PlayStation 4 et Xbox One)
2014 : Evolve (PC, PlayStation 4 et Xbox One)
2013 : Titanfall (PC, Xbox 360 et Xbox One)
2012 : Halo 4 (Xbox 360)
2011 : Battlefield 3 (PC)
2010 : Rage (PC, PlayStation 3 et Xbox 360)
2009 : Modern Warfare 2 (PC, PlayStation 3 et Xbox 360)
2008 : Gears of War 2 (Xbox 360)
2007 : Call of Duty 4: Modern Warfare (PC, PlayStation 3 et Xbox 360)
2006 : Gears of War (Xbox 360)
2005 : F.E.A.R. (PC)
2004 : Halo 2 (Xbox)
2003 : Half-Life 2 (PC)
2002 : Doom 3 (PC)
2001 : Star Wars: Rogue Squadron II: Rogue Leader (GameCube)
2000 : Halo: Combat Evolved (PC)
1999 : Team Fortress (PC)
1998 : Half-Life (PC)

### Jeu d'action-aventure
2019 : Watch Dogs: Legion (PC, PlayStation 4, Stadia et Xbox One)
2018 : Marvel's Spider-man (PlayStation 4)
2017 : Super Mario Odyssey (Nintendo Switch)
2016 : The Legend of Zelda: Breath of the Wild (Wii U et Nintendo Switch)
2015 : Uncharted 4: A Thief's End (PlayStation 4)
2014 : Batman: Arkham Knight (PC, PlayStation 4 et Xbox One)
2013 : Watch Dogs (PC, PlayStation 3, PlayStation 4, Xbox 360, Xbox One et Wii U)
2012 : The Last of Us (PlayStation 3)
2011 : BioShock Infinite (PC, PlayStation 3 et Xbox 360)
2010 : Portal 2 (PC, PlayStation 3 et Xbox 360)
2009 : Uncharted 2: Among Thieves (PlayStation 3)
2008 : Dead Space (PC, PlayStation 3 et Xbox 360)
2007 : BioShock (Xbox 360)
2006 : Assassin's Creed (PlayStation 3 et Xbox 360)
2005 : The Legend of Zelda: Twilight Princess (GameCube)
2004 : Tom Clancy's Splinter Cell: Chaos Theory (PC)
2003 : Prince of Persia : Les Sables du temps (multi plates-formes)
2002 : Tom Clancy's Splinter Cell (multi plates-formes)
2001 : Metal Gear Solid 2: Sons of Liberty (PlayStation 2)
2000 : Escape from Monkey Island (PC)
1999 : Oni (PC)
1998 : Grim Fandango (PC)

### Jeu de combat
2018 : Super Smash Bros Ultimate (Nintendo Switch)
2017 : Dragon Ball FighterZ (PC, PlayStation 4 et Xbox One)
2016 : Injustice 2 (PlayStation 4 et Xbox One)
2014 : Super Smash Bros. for Wii U (Wii U)
2012 : Injustice: Gods Among Us (PlayStation 3, Xbox 360 et Wii U)
2011 : Street Fighter X Tekken (PlayStation 3, Xbox 360 et PlayStation Vita)
2010 : Marvel vs. Capcom 3: Fate of Two Worlds (PlayStation 3 et Xbox 360)
2009 : Tatsunoko vs. Capcom: Ultimate All Stars (Wii)
2008 : Street Fighter IV (Arcade)
2007 : Virtua Fighter 5 (PlayStation 3)
2006 : Heavenly Sword (PlayStation 3)
2005 : Soul Calibur 3 (PlayStation 2)
2004 : Def Jam: Fight for NY (toutes consoles)
2003 : Soul Calibur 2 (toutes consoles)
2002 : Tekken 4 (PlayStation 2)
2001 : Super Smash Bros. Melee (GameCube)
2000 : Ultimate Fighting Championship (Dreamcast)
1999 : Soul Calibur (Dreamcast)
1998 : Tekken 3

### Jeu de rôle
2019 : Final Fantasy VII Remake (PlayStation 4)
2018 : Kingdom Heart III (PlayStation 4 et Xbox One)
2017 : Ni no Kuni II : L'avènement d'un nouveau royaume (PC, PlayStation 4)
2016 : Final Fantasy XV (PlayStation 4 et Xbox One)
2015 : Fallout 4 (PC, PlayStation 4 et Xbox One)
2014 : Dragon Age: Inquisition (PC, PlayStation 3, PlayStation 4, Xbox 360 et Xbox One)
2013 : The Elder Scrolls Online (PC, PlayStation 4 et Xbox One)
2012 : South Park: The Stick of Truth (PC, Playstation 3 et Xbox 360)
2011 : The Elder Scrolls V: Skyrim (PC, Playstation 3 et Xbox 360)
2010 : Star Wars: The Old Republic (PC)
2009 : Mass Effect 2 (PC et Xbox 360)
2008 : Fallout 3 (PC, PlayStation 3 et Xbox 360)
2007 : Mass Effect (Xbox 360)
2006 : Mass Effect (Xbox 360)
2005 : The Elder Scrolls IV: Oblivion (PC et Xbox 360)
2004 : Jade Empire (Xbox)
2003 : Fable (Xbox)
2002 : Neverwinter Nights (PC)
2001 : Neverwinter Nights (PC)
2000 : Neverwinter Nights (PC)
1999 : Vampire : La Mascarade - Rédemption (PC)
1998 : Baldur's Gate (PC)

### Jeu de course
2019 : Crash Team Racing: Nitro-fueled (Nintendo Switch, PlayStation 4 et Xbox One)
2018 : Forza Horizon 4 (PC et Xbox One)
2017 : Forza Motorsport 7 (PC et Xbox One)
2016 : Forza Horizon 3 (PC et Xbox One)
2015 : Need for Speed (PC, PlayStation 4 et Xbox One)
2014 : The Crew (PC, PlayStation 4, Xbox One et Xbox 360)
2013 : Need for Speed: Rivals (PC, PlayStation 3, PlayStation 4, Xbox 360 et Xbox One)
2012 : Need for Speed: Most Wanted (PC, PlayStation 3 et Xbox 360)
2011 : Forza Motorsport 4 (Xbox 360)
2010 : Need for Speed: Hot Pursuit (PC, PlayStation 3 et Xbox 360)
2009 : Split/Second (PC, PlayStation 3 et Xbox 360)
2008 : Pure (PC, PlayStation 3 et Xbox 360)
2007 : Burnout Paradise (PlayStation 3 et Xbox 360)
2006 : Excite Truck (Wii)
2005 : Burnout Revenge (PlayStation 2 et Xbox)
2004 : Burnout 3 (PlayStation 2 et Xbox)
2003 : Gran Turismo 4 (PlayStation 2)
2002 : Auto Modellista (PlayStation 2)
2001 : Gran Turismo 3: A-Spec (PlayStation 2)
2000 : Motor City Online (PC)
1999 : Driver (PlayStation et PC)
1998 : Need for Speed III (PC)

### Jeu de simulation
2012 : Dance Central 3 (Xbox 360)
2011 : The Legend of Zelda: Skyward Sword (Wii)
2010 : Dance Central (Xbox 360)
2006 : Spore (PC)
2005 : Spore (PC)
2004 : The Sims 2 (PC)
2003 : Full Spectrum Warrior (PC et Xbox)
2002 : The Sims Online (PC)
2001 : The Sims Online (PC)
2000 : MechWarrior 4: Vengeance (PC)
1999 : (Flight) Janes USAF (PC)
1999 : (Non-flight) Freelancer (PC)
1998 : (Combat) Fighter Legends (PC)
1998 : (Non-combat) Railroad Tycoon II (PC)

### Jeu de sport
2019 : PES 2020 (PlayStation 4, Xbox One)
2018 : FIFA 19 (PC, PlayStation 4, Xbox One)
2017 : FIFA 18 (PC, PlayStation 4, PlayStation 3, Xbox One, Xbox 360)
2016 : Steep (PC, PlayStation 4 et Xbox One)
2015 : FIFA 16 (PC, PlayStation 4, PlayStation 3, Xbox One, Xbox 360, iOS et Android)
2014 : NHL 15 (PlayStation 3, PlayStation 4, Xbox 360 et Xbox One)
2013 : NHL 14 (PlayStation 3 et Xbox 360)
2012 : FIFA 13 (PC, PlayStation 3 et Xbox 360)
2011 : FIFA 12 (PC, PlayStation 3 et Xbox 360)
2010 : NBA Jam (Wii)
2009 : Fight Night Round 4 (PlayStation 3 et Xbox 360)
2008 : Madden NFL 09 (multi plates-formes)
2007 : Madden NFL 08 (multi plates-formes)
2006 : Wii Sports (Wii)
2005 : Madden NFL 2006 (multi plates-formes)
2004 : Madden NFL 2005 (multi plates-formes)
2003 : Tony Hawk's Underground (multi plates-formes)
2002 : NFL 2K3 (GameCube, PlayStation 2 et Xbox)
2001 : Tony Hawk's Pro Skater 3 (PlayStation 2)
2000 : Madden NFL 2001 (PlayStation 2)
1999 : NFL 2K (Dreamcast)
1998 : Madden NFL 99 (PC, Nintendo 64 et PlayStation)

### Jeu de stratégie
2019 : John Wick Hex (Mac et PC)
2018 : Total War: Three Kingdoms (PC)
2017 : Mario + The Lapin Crétins: Kingdom Battle (Nintendo Switch)
2016 : Civilization VI (PC)
2014 : Civilization: Beyond Earth (PC)
2013 : Total War: Rome II (PC)
2012 : XCOM: Enemy Unknown (PC, PlayStation 3 et Xbox 360)
2011 : From Dust ([PC, PlayStation 3 et Xbox 360)
2010 : Civilization V (PC)
2009 : Supreme Commander 2 (PC et Xbox 360)
2008 : Tom Clancy's EndWar (PlayStation 3 et Xbox 360)
2007 : World in Conflict (PC)
2006 : Supreme Commander (PC)
2005 : Company of Heroes (PC)
2004 : Le Seigneur des Anneaux : la Bataille pour la Terre du milieu (PC)
2003 : Rome: Total War (PC)
2002 : Command and Conquer: Generals (PC)
2001 : Age of Mythology (PC)
2000 : Black and White (PC)
1999 : Homeworld (PC)
1998 : (RTS) Homeworld
1998 : (turn-based) Alpha Centauri

### Jeu de puzzle, party game ou casual game
2019 : Luigi's Mansion 3 (Nintendo Switch)
2018 : Overcooked 2 (PlayStation 4, Xbox One et Nintendo Switch)
2017 : Hidden Agenda (PlayStation 4)
2016 : Skylanders: Imaginators (PC, PlayStation 3, PlayStation 4, Xbox 360, Xbox One et Wii U)
2015 : Super Mario Maker (Wii U)
2014 : Mario Maker (Wii U)
2013 : Fantasia: Music Evolved (Xbox 360 Xbox One)
2012 : Dance Central 3 (Xbox 360)
2011 : Sound Shapes (PlayStation Vita)
2010 : Rock Band 3 (PlayStation 3, Xbox 360 et Wii)
2009 : DJ Hero (PlayStation 3, Xbox 360 et Wii)
2008 : LittleBigPlanet (PlayStation 3)
2007 : Rock Band (PlayStation 3 et Xbox 360)
2006 : Guitar Hero II (PlayStation 2)
2005 : We Love Katamari (PlayStation 2)
2004 : Donkey Kong: Jungle Beat (GameCube)
2003 : The EyeToy Games (PlayStation 2)
2002 : Super Monkey Ball 2 (GameCube)
2001 : Pikmin (GameCube)
2000 : Samba de Amigo (Dreamcast)
1999 : Um Jammer Lammy (PlayStation)
1998 : Sentinel Returns

### Jeu multijoueurs en ligne
2019 : Call of Duty: Modern Warfare (PC, PlayStation 4 et Xbox One)
2018 : Battlefield V (PC, PlayStation 4 et Xbox One)
2017 : Star Wars Battlefront II (PC, PlayStation 4 et Xbox One)
2016 : Titanfall 2 (PC, PlayStation 4 et Xbox One)
2015 : Star Wars: Battlefront (PC, PlayStation 4 et Xbox One)
2014 : Evolve (PC, PlayStation 4 et Xbox One)
2013 : Titanfall (PC, Xbox 360 et Xbox One)
2012 : Halo 4 (Xbox 360)
2011 : Battlefield 3 (PC, PlayStation 3 et Xbox 360)
2010 : Assassin's Creed: Brotherhood (PlayStation 3 et Xbox 360)
2009 : Left 4 Dead 2 (PC et Xbox 360)
2008 : Left 4 Dead (PC et Xbox 360)
2007 : Halo 3 (Xbox 360)
2006 : Enemy Territory: Quake Wars (PC)
2005 : Battlefield 2 (PC)
2004 : Halo 2 (Xbox)
2003 : City of Heroes (PC)
2002 : Star Wars Galaxies (PC)
2001 : Star Wars Galaxies (PC)
2000 : Neverwinter Nights (PC)
1999 : Team Fortress (PC)
1998 : EverQuest

### Hardware et périphérique
2019 : Xbox Elite Wireless Controller Series 2
2018 : Xbox Adaptative Controller
2017 : Xbox One X
2016 : PlayStation VR
2015 : Oculus Touch
2014 : Oculus Rift
2013 : Oculus Rift
2012 : Wii U
2011 : PlayStation Vita
2010 : Nintendo 3DS
2009 : Project Natal (Xbox 360)
2008 : Rock Band 2 Ion "Drum Rocker" Set
2007 : Rock Band instruments
2006 : Wii
2005 : Xbox 360
2004 : PlayStation Portable
2003 : EyeToy (PlayStation 2)
2002 : Wavebird Wireless Controller (GameCube)
2001 : (PC) nVidia GeForce 3
2001 : (Console) GameCube
2000 : (PC) nVidia GeForce 2
2000 : (Console) Xbox
1999 : (PC) nVidia RIVA TNT2
1999 : (Console) Dreamcast
1998 : Microsoft Sidewinder Freestyle Pro

### Mention spéciale pour les graphismes
2019 : Cyberpunk 2077 (PC, PlayStation 4 et Xbox One)
2018 : Cyberpunk 2077 (PC, PlayStation 4 et Xbox One)
2018 : The Last of Us Part II (PlayStation 4)
2018 : Ghost of Tsushima (PlayStation 4)
2016 : God of War (PlayStation 4)
2015 : Uncharted 4: A Thief's End (PlayStation 4)
2012 : Watch Dogs (PC, PlayStation 3 et Xbox 360)
2012 : Star Wars 1313 (PC, PlayStation 3 et Xbox 360)
2010 : Rage (PC, PlayStation 3 et Xbox 360)
2007 : Killzone 2 (PlayStation 3)
2005 : Killzone (PlayStation 3)
2004 : Splinter Cell 3 (PC)
2003 : Half-Life 2 (PC)
2002 : Doom 3 (PC)
2000 : Metal Gear Solid 2: Sons of Liberty (PlayStation 2)
1999 : Freelancer (PC)

### Mention spéciale pour l'innovation
2018 : Cyberpunk 2077 (PC, PlayStation 4 et Xbox One)
2014 : No Man's Sky (PlayStation 4)
2012 : Watch Dogs (PC, PlayStation 3 et Xbox 360)

### Mention spéciale pour le son
2018 : The Last of Us Part II (PlayStation 4)
2012 : The Last of Us (PlayStation 3)
2002 : Doom 3 (PC)
2001 : Medal of Honor : Débarquement allié (PC)
1999 : Outcast (PC)
1999 : Um Jammer Lammy (PlayStation)

### Stand du salon
1999 : Electronic Arts
1998 : Electronic Arts

### Fête du salon
1998 : Babylon 5